# Spirit Racing
Spirit a fost o echipă de Formula 1.